# Sext Digiti
|  | Per a altres significats, vegeu «Sext Digiti (pretor)». |

Sext Digiti (llatí: Sextus Digitius) va ser un mariner italià que va servir a la marina com a socius navalis (aliat) de Publi Corneli Escipió Africà.
Després de la conquesta de Cartago Nova l'any 210 aC, juntament amb Quint Trebel·li va rebre d'Escipió una corona mural, perquè els dos homes es disputaven l'honor d'haver estat els primers d'escalar els murs de la ciutat. Segurament Digiti va obtenir la ciutadania romana, car un Sext Digiti, que podria ser ell mateix o el seu fill també de nom Sext Digiti, va ser pretor l'any 194 aC.